# Fini (cognome)
Fini è un cognome di lingua italiana.

## Varianti
Confin, Confine, Confini, De Finetti, De Fini, De Fino, Di Fini, Di Fino, Fina, Finali, Finardi, Finati, Finazzi, Finazzo, Finelli, Fineschi, Finetti, Finiello, Fino.

## Origine e diffusione
Cognome tipicamente panitaliano, è presente prevalentemente in Emilia-Romagna.
Potrebbe derivare dal prenome medioevale Fino, aferesi di svariati altri prenomi. Potrebbe altresì derivare dai toponimi Finale Ligure e Finale Emilia o dal termine confine, che lo renderebbe affine al cognome Limiti.
La variante Fineschi è toscana; Finiello è napoletano; Finazzo è meridionale; Confine e Confini sono centro-settentrionali; Confin è udinese.

## Persone
- Francesco Antonio Fini – cardinale italiano
- Gianfranco Fini – politico italiano, già Presidente della Camera dei deputati
- Giorgio Fini – imprenditore italiano